# اسم الوردة (فلم 1986)
اسم الوردة (بالإنجليزية: The Name of the Rose) فيلم دراما، وغموض تاريخي مشترك بين إيطاليا، وألمانيا الغربية، وفرنسا، لعام 1986 من إخراج جان جاك أنود، استنادًا إلى رواية تحمل نفس الاسم من تأليف أمبرتو إيكو. يلعب شون كونري دور الراهب الفرنسيسكاني ويليام باسكرفيل، الذي يعمل لحل لغز مميت في دير من العصور الوسطى.

## طاقم التمثيل
- شون كونري: في دور ويليام باسكرفيل
- موراي أبراهام: في دور برناردو غوي
- كريستيان سلاتر: في دور أدسو (الابن الأصغر لبارون ملك)
- دوايت ويست: (صوت) أدسو كرجل عجوز
- هيلموت كالتنجر: في دور ريميجيو دي فاراجين
- ايليا باسكن: في دور سيفيرينوس
- مايكل لونسديل: في دور رئيس الدير
- فولكر بريشتيل: في دور ملاشيا
- فيودور شاليابين جونيور: في دور (المبجل) خورخي دي بورغوس
- وليام هيكي: في دور أوبرتينو دي كاسال
- مايكل هابيك: في دور بيرنغار
- آرس ألساوس: في دور فينانتيس
- فالنتينا فارغاس: في دور الفتاة
- رون بيرلمان: في دور سالفاتور
- ليوبولدو تريست: في دور ميشيل دا تشيزينا
- فرانكو فالوبرا: في دور جيروم كافا
- فيرنون دوبتشيف: في دور هيو من نيوكاسل
- دونال أوبريان: في دور بيترو دي أسيزي
- أندرو بيركين: في دور كوثبرت من وينشستر
- لوسيان بودارد: في دور الكاردينال برتراند
- بيتر بيرلينج: في دور جان دانو
- بيت لانكستر: في دور أسقف ألبوريا[5][6]

## ملخص أحداث الفيلم
يروي أدسو الابن الأصغر للبارون ملك، انه في عام 1327، عندما كان شابًا مبتدئًا من الفرنسيسكان، سافر هو ومعلمه، الراهب الفرنسيسكاني ويليام من باسكرفيل، إلى دير البينديكتين في شمال إيطاليا، بعد حوادث موت غامض في الدير. يعتقد الرهبان بأن نهاية العالم قادمة. مع قيام الدير باستضافة مجلس حول اعتقاد الرهبنة الفرنسيسكان أن الكنيسة يجب أن تتخلص من الثروة، يُطلب من ويليام المساعدة في تحديد سبب الوفاة المبكرة. تحدث المزيد من الوفيات مع اقتراب التحقيق من الكشف عن السر الذي يريد الدير إخفاءه. يكتشف ويليام وأدسو مكتبة شاسعة مخفية فوق النصب. يشك ويليام في أن الدير أخفى الكتب لأن الكثير من محتوياتها تأتي من فلاسفة وثنيين. يقلق ويليام أيضًا من أن رئيس الدير سيستدعي مسؤولي محاكم التفتيش إذا ظل اللغز دون حل، وفي النهاية لا يوجد ما يمنع محاكم التفتيش المقدسة من القيام بدور نشط في هذه العملية. يجب أن يتسابق ويليام والشاب المبتدئ مع الزمن لإثبات براءة المتهم ظلماً وتجنب غضب المحقق المقدس برناردو غوي.

## الإنتاج
أخبر المخرج الفرنسي «جان جاك أنود» كاتب الرواية «أمبرتو إيكو» ذات مرة أنه مقتنع بأن الكتاب كتب لشخص واحد فقط ليخرجه: هو نفسه. لقد شعر بالاهتمام شخصيًا بالمشروع وأشياء أخرى بسبب افتتانه بكنائس العصور الوسطى طوال حياته وإلمامه الكبير باللاتينية واليونانية. أمضى أنود أربع سنوات في إعداد الفيلم، وسافر في جميع أنحاء الولايات المتحدة وأوروبا، بحثًا عن طاقم عمل مثالي متعدد الأعراق ذو وجوه مميزة ومثيرة للاهتمام. قاوم اقتراحات لإلقاء نظرة على شون كونري لأداء دور ويليام، لأنه شعر أن الشخصية، التي كانت بالفعل تشبه شيرلوك هولمز، ستصبح عاطفية وفياضة للغاية بإضافة الممثل صاحب دور جيمس بوند "007". فشل أنود في العثور على ممثل آخر، استحوذ على إعجابه قراءة كونري للدور، لكن إيكو شعر بالفزع من اختيار الممثلين، وانسحبت شركة كولومبيا بيكتشرز لأن شهرة كونري كانت في ذلك الوقت في حالة ركود.
تم بناء الجزء الخارجي وبعض الديكورات الداخلية للدير التي شوهدت في الفيلم كنسخة طبق الأصل على قمة تل خارج روما وانتهى بها الأمر لتكون أكبر مجموعة خارجية تم بناؤها في أوروبا منذ فيلم كليوباترا (1963). تم التصوير الداخلي في دير إيبرباخ بألمانيا. تم إنتاج معظم الدعائم والكتب، بما في ذلك المخطوطات المزخرفة، خصيصًا للفيلم.

## استقبال الفيلم
حقق الفيلم أداءً سيئًا في شباك التذاكر في الولايات المتحدة: فقد تم عرضه في 176 دوراً للعرض، وحقق 7.2 مليون دولار بميزانية قدرها 17 مليون دولار، ومع ذلك، فقد كان فيلماً شائعاً في أجزاء كثيرة من أوروبا وحقق أكثر من 77.2 مليون دولار في جميع أنحاء العالم.
منح موقع الطماطم الفاسدة الفيلم تقييماً قدره 74% بناءاً على آراء 23 ناقداً سينمائياً، ومنحه موقع ميتاكريتيك 54% بناءاً على آراء 12 ناقداً.
منح الناقد روجر إيبرت الفيلم 2.5 نجمة من أصل 4 نجوم، وكتب: «ما لدينا هنا هو الإعداد لفيلم رائع. ما نحصل عليه هو قصة مشوشة للغاية... كلها مصدر إلهام وبدون انضباط». نُقل عن كاتب الرواية إيكو في 2011، أنه قال: «كتاب مثل هذا هو شطيرة كلوب، مع ديك رومي، وسلامي، وطماطم، وجبن، وخس. والفيلم ملزم باختيار الخس أو الخس فقط. لقد اختار الجبن، واختار القضاء على كل شيء آخر: الجانب الديني، الجانب السياسي، إنه فيلم جميل». ذكر الناقد والكاتب جون سيمون أن «اسم الوردة» اختل بسبب نهايته السعيدة غير المعقولة.

## الجوائز والترشيحات
جوائز الأكاديمية البريطانية لفنون السينما والتلفزيون (BAFTA) 1988: فاز بجائزة أفضل ممثل رئيسي (شون كونري) – جائزة أفضل مكياج (هاسو من هوغو).
جوائز الفيلم البافاري 1987: Bavarian Film Awards فاز بجائزة أفضل إنتاج (بيرند ايشنجر).
جوائز سيزار- فرنسا 1987: فاز بجائزة أفضل فيلم أجنبي.
جوائز ديفيد دي دوناتيلو 1987: فاز بجوائز أفضل منتج – أفضل تصوير – أفضل تصميم إنتاج – أفضل تصميم أزياء. فاز بجائزة رينيه كلير للمخرج جان جاك أنود. ترشح لجائزة أفضل مونتاج.
جوائز إدغار آلان بو 1987: Edgar Allan Poe Awards ترشح لجائزة أفضل فيلم.
جوائز السينما الألمانية 1987: German Film Awards فاز جائزة الفيلم من الذهب لأفضل أداء من ممثل في دور رئيسي (شون كونري). فاز بجائزة الفيلم الفضية. ترشح لجائزة الفيلم الذهبية.
جوائز الشاشة الذهبية، ألمانيا 1987: فاز بجائزة الشاشة الذهبية.
جوائز النقابة الوطنية الإيطالية للصحفيين السينمائيين 1987: Italian National Syndicate of Film Journalists فاز بجائزة الشريط الفضي: أفضل تصوير – أفضل تصميم ملابس – أفضل تصميم إنتاج. ترشح لجائزة الشريط الفضي: أفضل منتج (فرانكو كريستالدي) – أفضل ممثل رئيسي (شون كونري).
جائزة جوبيتر 1986: Jupiter Award فاز بجائزة أفضل ممثل (شون كونري) – أفضل فيلم.
جوائز جمعية نقاد السينما التركية (سياد) 1987: ترشح لجائزة أفضل فيلم (المركز الرابع).

## وصلات خارجية
https://www.imdb.com/title/tt0091605/ اسم الوردة (فيلم 1986)
https://www.rottentomatoes.com/m/the_name_of_the_rose_1986 اسم الوردة (فيلم 1986)
https://www.allmovie.com/movie/v34422 اسم الوردة (فيلم 1986)
https://www.metacritic.com/movie/the-name-of-the-rose اسم الوردة (فيلم 1986)
https://www.rogerebert.com/reviews/the-name-of-the-rose-1986 اسم الوردة (فيلم 1986)